# Oriented Strand Board

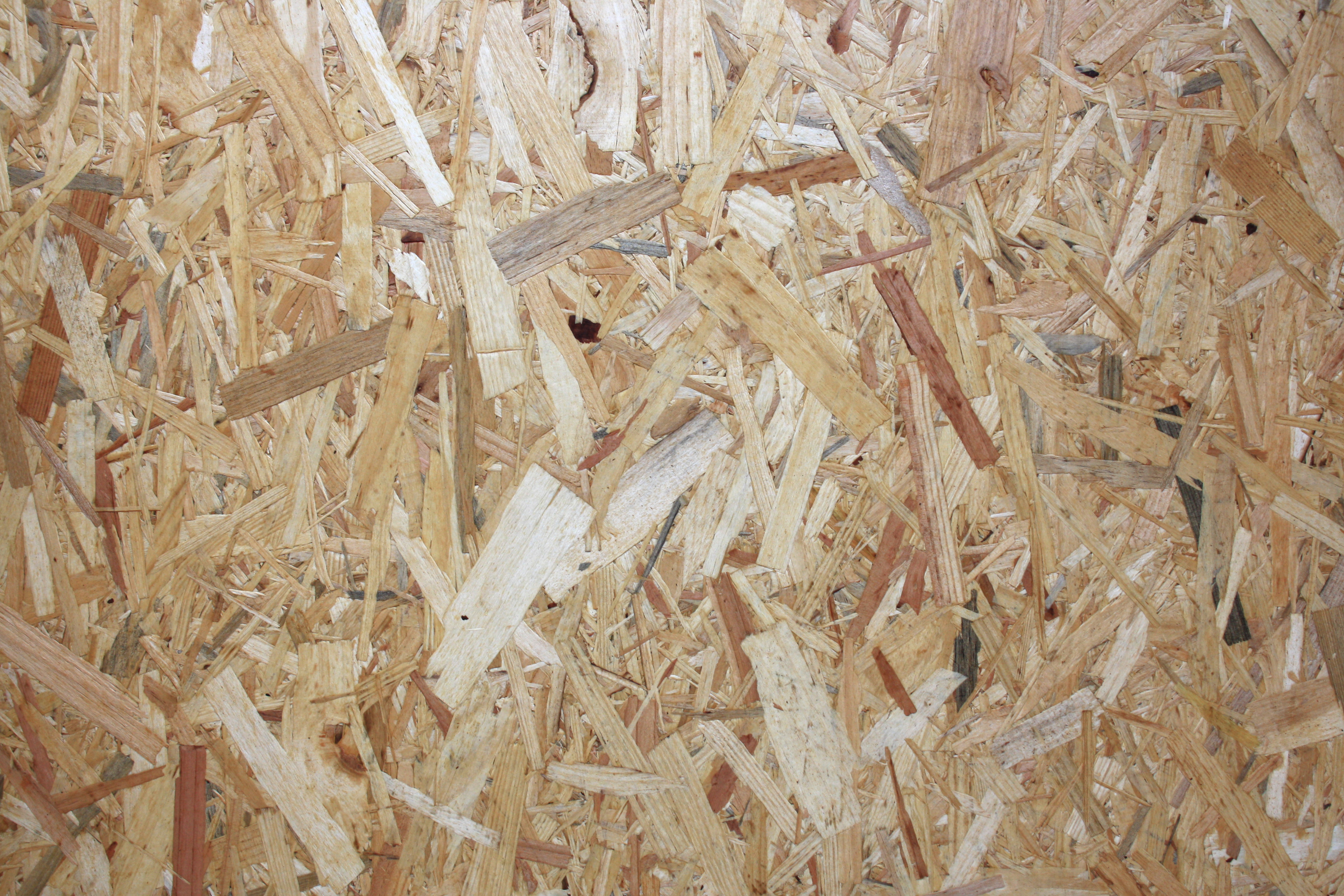
Bovenkant van OSB-plaat

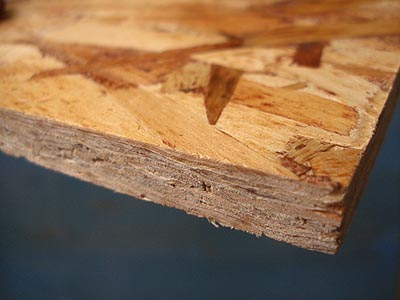
Hoek van OSB-plaat

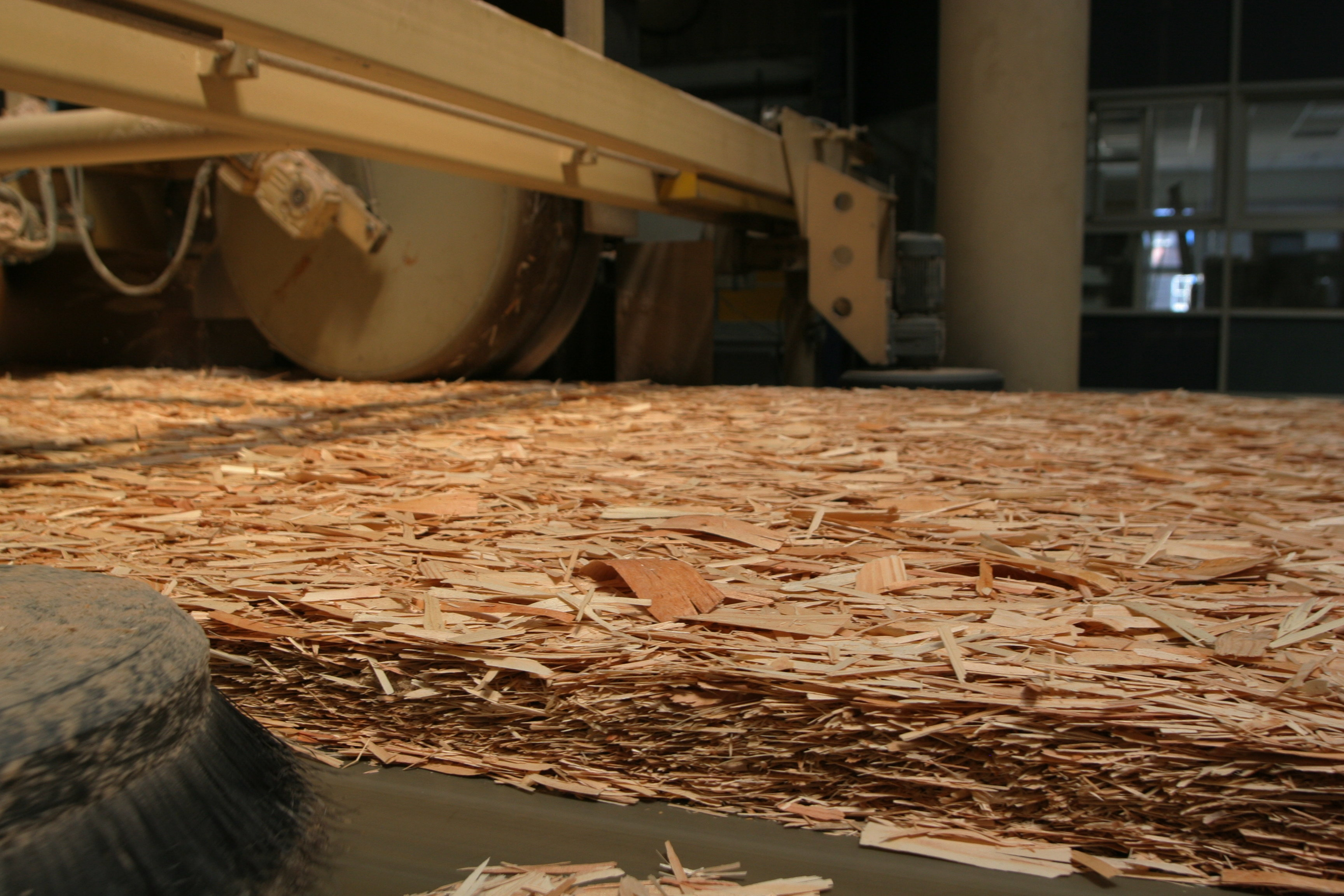
OSB-productie voor het persen

Oriented Strand Board (OSB) is een plaatmateriaal dat is samengesteld uit verschillende lagen houtschilfers van een vooraf bepaalde vorm en dikte, die onderling door een bindmiddel zijn verbonden.

## Beschrijving
In het Nederlands: "plaat gemaakt van gerichte houtschilfers". De schilfers (strands) van de buitenlagen zijn evenwijdig aan de plaatlengte gericht (oriented), die van de binnenlaag zijn ofwel willekeurig gestrooid ofwel dwars gericht op de lengterichting van de plaat. Bij de voorloper van OSB, waferboard, waren de houtschilfers niet gericht.
OSB heeft een aantal voordelen ten opzichte van multiplexplaten:
- dikke, afrolbare stammen worden steeds schaarser, dus duurder en de fabricage van multiplex vereist tweemaal zoveel energie als die van OSB.
- het relatief lage rendement van de productie van multiplex (30-35%) ten opzichte van dat van OSB (80-90%) is ecologisch niet langer te verantwoorden. (Hoe hoger het rendement hoe meer plaat men uit een bepaalde hoeveelheid hout kan maken.)

OSB wordt tegenwoordig ook steeds vaker gebruikt als ondervloer voor lamelparket. Het vervangt op die manier de traditionele multiplexplaat.

## Kwaliteiten
Norm NEN-EN 300 (Oriented Strand Board (OSB) - Termen en definities, classificatie en specificaties) bepaalt volgende klassen:
- OSB/1 - voor algemeen gebruik in droge omstandigheden, vooral decoratieve toepassingen.
- OSB/2 - voor last dragende constructies in droge omstandigheden.
- OSB/3 - voor last dragende constructies in vochtige omstandigheden.
- OSB/4 - voor zware last dragende constructies in droge of vochtige omstandigheden.

Vooral OSB/2 en OSB/3 worden op de Belgische markt verkocht.

## Milieu-aspecten
OSB-platen worden geproduceerd door het gebruik van dunningshout. Bij de productie komt zo goed als geen afval vrij. Het weinige afval dient als brandstof, de schors wordt gebruikt in de tuinbouw. Terwijl bij spaanplaten 7 tot 9% lijm gebruikt wordt heeft OSB door de grote schilfers minder lijm nodig. Daardoor beantwoorden de meeste OSB-platen aan de geldende normen voor kwalificatie E1 in verband met de formaldehyde-uitdamping. De gehaalde waarden (volgens de norm EN 120) liggen gemiddeld tussen 6,5 en 8 mg/100g.

## Geschiedenis
- 1949: In Canada probeert D'Arcy Clark het verbruik van lijm bij spaanplaatproductie te verminderen door grotere spanen te gebruiken. Hij vervaardigt de eerste platen in zijn lab.
- 1950: Een proeffabriek maakt de eerste waferboard-platen in een formaat van 122 bij 122 cm.
- 1955: De eerste commerciële productie-eenheid voor waferboard wordt opgestart. Deze kost 500.000 dollar en produceert nog 20 jaar lang platen van 183 bij 122 cm.
- 1981: Een nieuwe technologie voor de productie van schilfers, voor het richten ervan en voor de kruiselingse opbouw van de verschillende lagen ligt aan de basis van de ontwikkeling van de eerste OSB-plaat in de Verenigde Staten.
- 1985: In Schotland start de eerste Europese fabriek (Sterling board).
- 1986: In Frankrijk opent Isoroy de eerste fabriek op het Europese vasteland.
- 1992: Canada en de VS produceren samen 9 miljoen kubieke meter OSB. In Europa wordt 200.000 kubieke meter gemaakt.
- 1996: In Canada en de VS produceren 41 fabrieken samen 12 miljoen kubieke meter op jaarbasis. OSB heeft daar reeds meer dan 40% van de markt in constructieplaten ingenomen. In Europa openen twee nieuwe fabrieken, wat de Europese productiecapaciteit op 800.000 kubieke meter brengt. In België heeft het OSB een marktaandeel van 25% in de constructieplaten.